# 前村文博
前村 文博（まえむら ふみひろ、1973年 - ）は、日本のキュレーター、美術史家。学位は学士（国際関係学）（静岡県立大学）。宇都宮美術館学芸員。

## 来歴
1973年に生まれた。静岡県立大学に進学し、国際関係学部にて学んだ。在学中は、同学部の教授であった山口昌男に師事した。大学卒業後、宇都宮美術館に採用され、学芸員として勤務する。

## 研究
宇都宮美術館の学芸員として勤務し、美術や芸術学に関する研究に取り組んでいる。美術史のなかでも日本美術史についての研究に注力しており、特に日本の近代デザイン史を専門領域としている。
1950年代の日本のグラフィックデザインについての研究が知られている。当時を代表するグラフィックデザイナーの一人である亀倉雄策に纏わる著書も多い。亀倉による1964年東京オリンピックのポスターについて論じた書籍や、亀倉の業績を網羅的に纏めた書籍など、複数の本を上梓している。
また、杉浦非水に関する研究も行っており、杉浦に関する論文と企画展の内容が評価され、2010年に倫雅美術奨励賞の美術史研究部門を受賞した。

## 略歴
- 1973年 - 誕生。

## 賞歴
- 2010年 - 倫雅美術奨励賞美術史研究部門。

## 著作

### 共著
- 清水諭編『オリンピック・スタディーズ――複数の経験・複数の政治』せりか書房、2004年。ISBN 9784796702577
- 宇都宮美術館構成『構造社――昭和初期彫刻の鬼才たち展』キュレイターズ、2005年。ISBN 9784901745086

### 編纂
- 岡本康明・前村文博編『ヴァイブレーション――結びあう知覚』1巻、宇都宮美術館、2001年。NCID BA60660078
- 岡本康明・前村文博編『ヴァイブレーション――結びあう知覚』2巻、宇都宮美術館、2002年。NCID BA60660078
- 前村文博・中田貴絵編集『ワークショップ「まぶたの奥の絵本」――展示「オモテウラ」――美術講座「デザインの森」』宇都宮美術館、2005年。NCID BA80185862
- 前村文博・橋本優子編集『デザイン・日本・亀倉雄策』宇都宮美術館、2006年。NCID BA79644215
- 前村文博・伊藤信子編集『“光を奏でる”――Lightbox and prepared piano』宇都宮美術館、2008年。NCID BA85446613

## 出演

### テレビ
- 『美の巨人たち』テレビ東京・日経映像、2010年9月11日。

## 関連人物
- ヴィクトール・パリモフ
- 亀倉雄策
- 河北倫明
- 杉浦非水
- 山口昌男